# Braziliaanse Superliga (mannenvolleybal)
De Braziliaanse Superliga (in het Portugees volledig: Superliga Brasileira de Voleibol Masculino) is de hoogste divisie van de landelijke volleybalcompetitie van Brazilië voor mannen. De competitie wordt georganiseerd door de nationale bond, werd in 1976 opgezet en bestaat in zijn huidigde vorm sinds het seizoen 1994/95. Na de oprichting van de Série B in 2011 wordt de toevoeging Série A gebruikt. Het seizoen loopt doorgaans van het najaar tot en met het voorjaar en het aantal deelnemende ploegen varieert. De winnaar van de Superliga plaatst zich voor het Zuid-Amerikaans kampioenschap voor clubs en de acht beste teams spelen om de beker, terwijl de twee laagstgeëindigde teams degraderen naar de Série B. Regerend landskampioen is Vôlei Taubaté uit de deelstaat São Paulo; Minas Tênis Clube uit Minas Gerais heeft met negen titels de meeste eindoverwinningen behaald.

## Geschiedenis
Tot de jaren 1960 was er geen landelijke volleybalcompetitie in Brazilië vanwege de grote afstanden en het gebrek aan transportinfrastructuur en werd er enkel binnen de deelstaten gespeeld. Het eerste nationale volleybalkampioenschap werd in 1962 gehouden als de Taça Guarani de Clubes Campeões. Daarna volgden nog twee edities in 1963 en in 1964 – het laatste jaar onder de naam Campeonato Brasileiro de Clubes Campeões. Tussen 1965 en 1967 was er opnieuw geen landelijke competitie en van 1968 tot en met 1975 werd er elk jaar – met uitzondering van 1970 – gespeeld om de Taça Brasil. In 1976 stelde de bond de competitie open voor teams uit alle deelstaten en werd de naam veranderd naar Campeonato Brasileiro de Clubes. In eerste instantie vond het kampioenschap om het jaar plaats, maar vanaf 1980 werd de competitie jaarlijks gehouden. In 1988 veranderde de opzet van het toernooi opnieuw; een seizoen werd naar internationaal voorbeeld nu van het najaar tot en met het voorjaar afgewerkt. De competitie heette van 1988/89 tot en met 1993/94 de Liga Nacional. Vervolgens werd deze omgedoopt tot Superliga Brasileira, met de toevoeging Série A sinds de oprichting van de Série B in het seizoen 2011/12.

## Resultaten

### Winnaars
| Taça Guarani de Clubes Campeões de Voleibol          | Taça Guarani de Clubes Campeões de Voleibol | Taça Guarani de Clubes Campeões de Voleibol | Taça Guarani de Clubes Campeões de Voleibol |
| Seizoen                                              | Kampioen                                    | Vice-kampioen                               | Derde plaats                                |
| ---------------------------------------------------- | ------------------------------------------- | ------------------------------------------- | ------------------------------------------- |
| 1962                                                 | Grêmio Náutico União                        |                                             |                                             |
| 1963                                                 | Minas TC                                    |                                             |                                             |
| Campeonato Brasileiro de Clubes Campeões de Voleibol |                                             |                                             |                                             |
| Seizoen                                              | Kampioen                                    | Vice-kampioen                               | Derde plaats                                |
| 1964                                                 | Minas TC                                    |                                             |                                             |
| Taça Brasil de Voleibol                              |                                             |                                             |                                             |
| Seizoen                                              | Kampioen                                    | Vice-kampioen                               | Derde plaats                                |
| 1968                                                 | Santos FC                                   |                                             |                                             |
| 1969                                                 | Randi EC                                    |                                             |                                             |
| 1971                                                 | Botafogo FR                                 |                                             |                                             |
| 1972                                                 | Botafogo FR                                 |                                             |                                             |
| 1973                                                 | CA Paulistano                               |                                             |                                             |
| 1974                                                 | CA Paulistano                               |                                             |                                             |
| 1975                                                 | Botafogo FR                                 |                                             |                                             |
| Campeonato Brasileiro de Clubes de Voleibol          |                                             |                                             |                                             |
| Seizoen                                              | Kampioen                                    | Vice-kampioen                               | Derde plaats                                |
| 1976                                                 | Botafogo FR                                 | CA Paulistano                               |                                             |
| 1978                                                 | CA Paulistano                               | CR Flamengo                                 |                                             |
| 1980                                                 | ADC Pirelli                                 | Fluminense FC                               |                                             |
| 1981                                                 | ADC Bradesco Atlântica                      | ADC Pirelli                                 |                                             |
| 1982                                                 | ADC Pirelli                                 | ADC Bradesco Atlântica                      |                                             |
| 1983                                                 | ADC Pirelli                                 | ADC Bradesco Atlântica                      |                                             |
| 1984                                                 | Minas TC                                    | ADC Bradesco Atlântica                      | ADC Pirelli                                 |
| 1985                                                 | Minas TC                                    | ADC Bradesco Atlântica                      |                                             |
| 1986                                                 | Minas TC                                    | ADC Bradesco Atlântica                      | ADC Pirelli                                 |
| 1987                                                 | EC Banespa                                  | ADC Pirelli                                 |                                             |
| Liga Nacional de Voleibol                            |                                             |                                             |                                             |
| Seizoen                                              | Kampioen                                    | Vice-kampioen                               | Derde plaats                                |
| 1988/89                                              | ADC Pirelli                                 | Minas TC                                    |                                             |
| 1989/90                                              | EC Banespa                                  | ADC Pirelli                                 |                                             |
| 1990/91                                              | EC Banespa                                  | AA Frangosul                                |                                             |
| 1991/92                                              | EC Banespa                                  | ADC Pirelli                                 | AA Frangosul                                |
| 1992/93                                              | EC União Suzano                             | ADC Pirelli                                 |                                             |
| 1993/94                                              | EC União Suzano                             | SE Palmeiras                                |                                             |
| Superliga Brasileira de Voleibol                     |                                             |                                             |                                             |
| Seizoen                                              | Kampioen                                    | Vice-kampioen                               | Derde plaats                                |
| 1994/95                                              | SG Novo Hamburgo                            | EC União Suzano                             | SE Palmeiras                                |
| 1995/96                                              | Olympikus                                   | EC União Suzano                             | SG Novo Hamburgo                            |
| 1996/97                                              | EC União Suzano                             | EC Banespa                                  | Olympikus                                   |
| 1997/98                                              | SC Ulbra                                    | Olympikus                                   | EC União Suzano                             |
| 1998/99                                              | SC Ulbra                                    | EC União Suzano                             | Olympikus                                   |
| 1999/00                                              | Minas TC                                    | Unisul EC                                   | EC Banespa                                  |
| 2000/01                                              | Minas TC                                    | SC Ulbra                                    | Unisul EC                                   |
| 2001/02                                              | Minas TC                                    | EC Banespa                                  | Náutico Araraquara                          |
| 2002/03                                              | SC Ulbra                                    | Unisul EC                                   | EC Banespa                                  |
| 2003/04                                              | Unisul EC                                   | SC Ulbra                                    | Minas TC                                    |
| 2004/05                                              | EC Banespa                                  | Minas TC                                    | On Line                                     |
| 2005/06                                              | Climed EC                                   | Minas TC                                    | EC Banespa                                  |
| 2006/07                                              | Minas TC                                    | Climed EC                                   | EC Banespa                                  |
| 2007/08                                              | Climed EC                                   | Minas TC                                    | SC Ulbra                                    |
| 2008/09                                              | Climed EC                                   | Minas TC                                    | Sada Cruzeiro Vôlei                         |
| 2009/10                                              | Climed EC                                   | FUNADEM Montes Claros                       | EC Pinheiros                                |
| 2010/11                                              | SESI-SP                                     | Sada Cruzeiro Vôlei                         | Vôlei Futuro                                |
| Superliga Brasileira de Voleibol – Série A           |                                             |                                             |                                             |
| Seizoen                                              | Kampioen                                    | Vice-kampioen                               | Derde plaats                                |
| 2011/12                                              | Sada Cruzeiro Vôlei                         | Vôlei Futuro                                | Minas TC                                    |
| 2012/13                                              | AD RJX                                      | Sada Cruzeiro Vôlei                         | SESI-SP                                     |
| 2013/14                                              | Sada Cruzeiro Vôlei                         | SESI-SP                                     | BVC Campinas                                |
| 2014/15                                              | Sada Cruzeiro Vôlei                         | SESI-SP                                     | Vôlei Taubaté                               |
| 2015/16                                              | Sada Cruzeiro Vôlei                         | BVC Campinas                                | Vôlei Taubaté                               |
| 2016/17                                              | Sada Cruzeiro Vôlei                         | Vôlei Taubaté                               | SESI-SP                                     |
| 2017/18                                              | Sada Cruzeiro Vôlei                         | SESI-SP                                     | SESC-RJ                                     |
| 2018/19                                              | Vôlei Taubaté                               | SESI-SP                                     | Sada Cruzeiro Vôlei                         |
| 2019/20                                              | Opgeschort wegens de coronapandemie         |                                             |                                             |
| 2020/21                                              | Vôlei Taubaté                               | Minas TC                                    | Vôlei Renata                                |
| 2021/22                                              | Sada Cruzeiro Vôlei                         | Minas TC                                    | SESI-SP                                     |

### Titels per club
| Club                   | Goud | Zilver | Brons |
| ---------------------- | ---- | ------ | ----- |
| Minas TC               | 9    | 7      | 2     |
| Sada Cruzeiro          | 7    | 2      | 2     |
| Vôlei Renata           | 5    | 3      | 6     |
| ADC Pirelli            | 4    | 5      | 0     |
| Cimed EC               | 4    | 1      | 0     |
| Botafogo FR            | 4    | 0      | 0     |
| EC União Suzano        | 3    | 3      | 1     |
| SC Ulbra               | 3    | 2      | 1     |
| CA Paulistano          | 3    | 1      | 0     |
| Vôlei Taubaté          | 2    | 1      | 2     |
| ADC Bradesco Atlântica | 1    | 5      | 0     |
| SESI-SP                | 1    | 4      | 3     |
| Unisul EC              | 1    | 2      | 1     |
| Olympikus              | 1    | 0      | 1     |
| SG Novo Hamburgo       | 1    | 0      | 1     |

| Club                  | Goud | Zilver | Brons |
| --------------------- | ---- | ------ | ----- |
| Grêmio Náutico União  | 1    | 0      | 0     |
| Santos FC             | 1    | 0      | 0     |
| Randi EC              | 1    | 0      | 0     |
| AD RJX                | 1    | 0      | 0     |
| AA Frangosul          | 0    | 1      | 1     |
| Olympikus             | 0    | 1      | 1     |
| Vôlei Futuro          | 0    | 1      | 1     |
| SE Palmeiras          | 0    | 1      | 1     |
| CR Flamengo           | 0    | 1      | 0     |
| Fluminense FC         | 0    | 1      | 0     |
| FUNADEM Montes Claros | 0    | 1      | 0     |
| EC Pinheiros          | 0    | 0      | 1     |
| Náutico Araraquara    | 0    | 0      | 1     |
| On Line               | 0    | 0      | 1     |
| SESC-RJ               | 0    | 0      | 1     |

### Titels per staat
| Staat             | Goud | Zilver | Brons |
| ----------------- | ---- | ------ | ----- |
| São Paulo         | 21   | 19     | 17    |
| Minas Gerais      | 16   | 10     | 4     |
| Rio de Janeiro    | 6    | 8      | 2     |
| Rio Grande do Sul | 5    | 3      | 3     |
| Santa Catarina    | 5    | 3      | 1     |